# 萩生田光一
萩生田 光一（はぎうだ こういち、1963年〈昭和38年〉8月31日 - ）は、日本の政治家。自由民主党所属の衆議院議員（7期）。
GX実行推進担当大臣（第2次岸田内閣）、経済産業大臣（第27・28代）、内閣府特命担当大臣（原子力損害賠償・廃炉等支援機構）・産業競争力担当大臣・ロシア経済分野協力担当大臣・原子力経済被害担当大臣・GX実行推進担当大臣（第1次岸田内閣・第2次岸田内閣）、文部科学大臣（第25・26代）、教育再生担当大臣（第4次安倍第2次改造内閣・菅義偉内閣）、内閣官房副長官（第3次安倍第1次改造内閣、第3次安倍第2次改造内閣）、内閣人事局長（第2代）、文部科学大臣政務官（福田康夫改造内閣・麻生内閣）、衆議院文部科学委員会筆頭理事、東京都議会議員（1期）、八王子市議会議員（3期）、八王子市都市計画審議会会長、自由民主党政務調査会長（第61代）、同党幹事長代行（第5代）、同党筆頭副幹事長、同党総裁特別補佐（第4代）、同党青年局長（第41代）、同党東京都支部連合会長を歴任した。

## 来歴

### 生い立ち
東京都八王子市に生まれる（現住所は八王子市暁町1丁目）。両親は共稼ぎで、サラリーマン家庭に育つ。
八王子市立第十小学校卒業。八王子市立第二中学校入学、八王子市立ひよどり山中学校卒業。早稲田実業学校高等部卒業。高校在学中に、卒業パーティーのパーティー券を売り歩いて停学処分、高田馬場で東京朝鮮中高級学校の生徒と乱闘になり、二度目の停学となる。当時、早稲田実業から早稲田大学への推薦枠は6割程度と限りがあり、そのため1年間の浪人を経て明治大学商学部第二部に入学して1987年、明治大学商学部第二部卒業。
大学在学中から黒須隆一八王子市議会議員（当時）の秘書を務めていた。元日本青年会議所（八王子JC）会員。

### 八王子市議会議員
1991年、八王子市議会議員選挙に出馬し、当時27歳と最年少で初当選。黒須隆一は1993年に東京都議会議員に転身。1999年、萩生田は3選。
2000年1月23日に行われた八王子市長選挙に、黒須が都議を辞職して立候補し、初当選を果たした。翌2001年6月に行われた東京都議会議員選挙に、黒須の後継として自民党公認で八王子市選挙区（定数5）から立候補し、得票数トップで初当選した。

### 衆議院議員

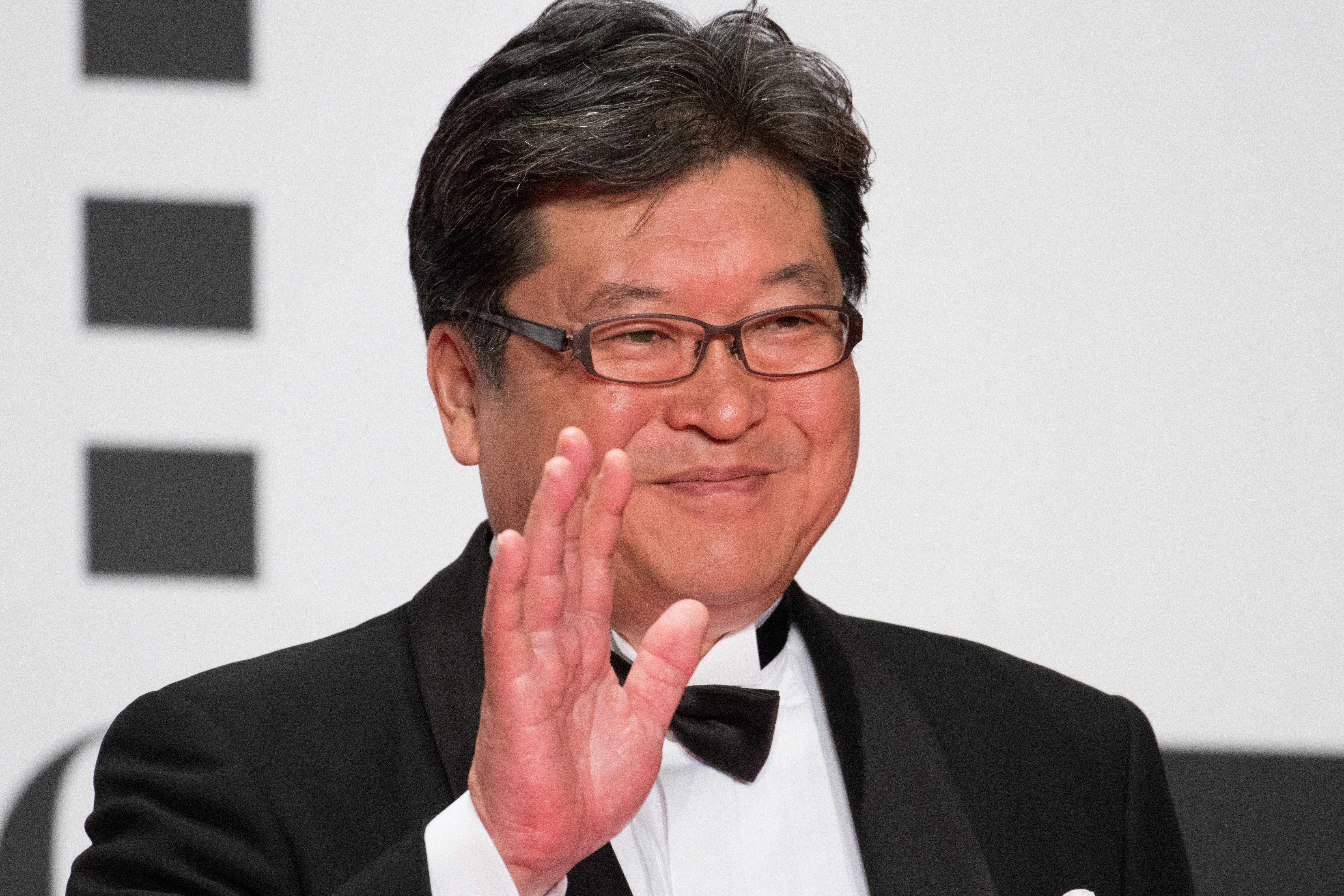
2016年10月25日、東京国際映画祭にて

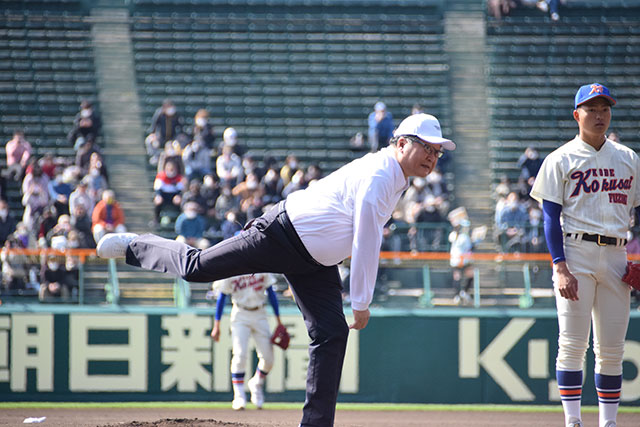
2021年3月19日、第93回選抜高等学校野球大会の始球式で投球する萩生田

2003年、第43回衆議院議員総選挙に東京24区から自由民主党公認で出馬し、民主党前職の阿久津幸彦を破り当選（阿久津は比例復活）。
2005年、第44回衆議院議員総選挙で再選。2006年、自由民主党青年局長に起用された。2007年より自由民主党副幹事長。2008年、福田康夫改造内閣で文部科学大臣政務官に任命され、その後の麻生内閣まで務める。
2009年の第45回衆議院議員総選挙では、東京24区で民主党元職の阿久津に敗れ、重複立候補していた比例東京ブロックでも復活できずに落選した。2009年から2012年までの国政復帰までの期間は、学校法人加計学園の運営する千葉科学大学危機管理学部で客員教授を務めた。萩生田は「浪人中でも『客員教授』なら、心理的な落ち着きを感じる。当時の落選組のトレンドだった。給与は月10万円。浪人中の足しになった。助かった」とのちに語っている。
落選期間中は統一教会（現・世界平和統一家庭連合）の八王子市の教会に通い続け、教団の関連団体「平和大使協議会」の平和大使を務めた。「神の国の実現を果たしたい」と力強く語りかけ、多くの信者たちの心をつかんだ。入山聖基教会長も「萩生田さんは安倍さんの側近。政界に戻すことが神の計画だ」と信者を指導した。文鮮明は、イギリスやイスラエルで宣教を行っていた教団の元広報委員長の阿部正寿を2010年に帰国させ、安倍晋三に接近するよう指令を出していた。同年8月3日には、日本統一教会会長の梶栗玄太郎の長男の梶栗正義、同元会長の小山田秀生が議員会館を訪れ、安倍と面会した。
2012年11月16日、衆議院が解散。教団関係者はビラ配りやポスター張りや電話かけ、街頭演説での聴衆の整理など、あらゆる支援を行った。決起集会では多数の信者が動員された。同年12月16日、総選挙が実施され、萩生田は民主党前職の阿久津、みんなの党新人、日本維新の会新人、日本共産党新人の計4候補を下し、3年ぶりに国政に復帰した。
2013年1月、自民党総裁特別補佐に就任。同年10月、自民党筆頭副幹事長に就任。
2014年の第47回衆議院議員総選挙では、東京24区で再び阿久津を下し、4選。
2015年6月25日、安倍晋三首相を支持する自由民主党所属議員を中心に設立された文化芸術懇話会に参画した。同年10月7日、第3次安倍第1次改造内閣で内閣官房副長官に任命された。2017年8月3日、自民党幹事長代行に就任。
2017年10月の第48回衆議院議員総選挙で5選。
2019年9月11日、第4次安倍再改造内閣が発足し、文部科学大臣に任命された。2020年1月29日、「令和3年大学入学者選抜に係る大学入学共通テスト実施大綱」を見直し（記述式問題の導入を見送り）。後の菅義偉内閣でも再任された。
2021年9月29日、任期満了に伴う自民党総裁選挙が行われ、岸田文雄が当選した。岸田はすぐに閣僚の人選ならびに党役員人事に着手。内閣官房長官に萩生田や上川陽子を充てる案が取り沙汰されるが、翌30日、岸田は松野博一を起用する方針を決めた。10月4日、第1次岸田内閣が発足。萩生田は経済産業大臣に横滑りで就任した。
同年10月31日、第49回衆議院議員総選挙で6選。11月11日、細田派は党本部で総会を開き、衆議院議長に就いた細田博之の後任の会長に安倍晋三の就任を決定。「安倍派」が発足した。
同年12月3日の自由民主党東京都支部連合会総務会で、政界を引退した鴨下一郎の後任として新都連会長に選出された。
2022年6月18日、参院選・東京都選挙区（改選数6）に向けて生稲晃子の擁立を主導した萩生田は、生稲を連れて密かに統一教会の「八王子家庭教会」を訪れ、教団側に選挙支援を要請した。安倍晋三の死をはさみ、7月10日に行われた参院選で生稲は得票数5位で初当選した。

### 自民党政務調査会長就任から不祥事での辞職
2022年8月1日、月刊誌『正論』9月号が発売。安倍晋三の後継問題について、森喜朗は同号の記事で「5人のうちで自然に序列が決まっていく」と語った。5人とはすなわち、萩生田、松野博一、西村康稔、高木毅、世耕弘成であった。8月3日、岸田首相は森、自民党参議院議員元会長の青木幹雄、党選対委員長の遠藤利明、党組織運動本部長の小渕優子と港区のホテルで会食。森は内閣改造に触れ、岸田に「安倍さんの遺志もあり、5人をそれぞれ輝く存在にしてやってほしい」と伝えた。特に萩生田、西村の要職起用を求めた。8月10日、第2次岸田第1次改造内閣が発足。岸田は、萩生田を自民党政調会長に抜擢し、萩生田の後任の経済産業大臣に西村を充てた。この頃から萩生田らは森のお墨付きのもと「安倍派5人衆」と称されるようになる。
2023年9月13日、第2次岸田第2次改造内閣が発足。政調会長に留任。
同年12月9日、自民党5派閥の政治資金パーティーをめぐる問題で、安倍派座長の塩谷立と5人衆の萩生田、松野、西村、高木、世耕の安倍派の中枢幹部の6人全員が直近5年間でそれぞれ1千万円超～約100万円の裏金のキックバックを派閥から受け、政治資金収支報告書に記載していない疑いがあることが明らかとなった。12月14日、萩生田は自民党政調会長の辞表を岸田に提出し、12月22日に辞任した。
2024年1月22日、萩生田の裏金の不記載額は党内3位の2728万円であることが明らかとなった。
同年7月の都知事選に向けては、6月10日に萩生田が会長を務める自民党東京都連は現職の小池百合子を支援すると決めた。東京都連は萩生田名義で「自民党は小池都知事への全面支援を行う」という文言を記した文書を出したが、対立候補の石丸伸二の選対本部長は萩生田が主宰する自民党政経塾の塾長代行の小田全宏であることが報じられた。同年7月16日、都知事選と同時に行われた都議補欠選挙の大敗を受け、東京都連会長を引責辞任すると表明した。

### 非公認での出馬
2024年10月9日、自民党は衆議院議員選挙（10月27日執行）の第1次公認候補として、小選挙区265人、比例代表14人の計279人の擁立を発表した。裏金事件に関係した現職と元職のうち12人を非公認とし、その中に萩生田も含まれた（ほどなく今村洋史が出馬を断念し非公認は11人となる）。
同日、自民党本部は森山裕幹事長の名で、衆院選候補者に対し、政党交付金から公認料500万円と活動費1500万円の計2000万円をそれぞれの政党支部へ10日付で振り込むことを通知した。のちに森山は「党勢拡大のための活動費」とし、交付金はあくまで政党支部の資金なので、個人の選挙に使うものではないと説明した。
同年10月15日、総選挙が公示され、東京24区からは無所属の萩生田、立憲民主党の元参議院議員の有田芳生、国民民主党の弁護士の浦川祐輔、日本維新の会の元都議の佐藤由美、参政党の與倉さゆりなど計6人が立候補した。「10増10減」の区割り改正により、八王子市からは南大沢駅・京王堀之内駅周辺など多摩ニュータウンを中心とするエリアが東京21区に移り、新東京24区は「八王子市（おおむね旧由木村域を除いた地域）」となった。
埼玉6区を地盤とする中根一幸は萩生田と同様、裏金問題で公認を得られず無所属で立候補したが、公示日に掲示した選挙ポスターに「自民党支部長」と大きく印刷した。これを不審に思ったしんぶん赤旗が調査を開始し、10月19日、裏金問題で非公認となった11人の候補者のうち、萩生田ら8人が自民党選挙区支部の支部長のままであると明らかにした。続いて10月23日、同紙は、前述の2000万円が萩生田ら8人と不出馬になった人が代表を務める政党支部に対しても支給されていたとスクープした。野党は「裏金議員の裏公認だ」「反省していない」とただちに批判を強めた。翌24日、萩生田は事務所のX（旧ツイッター）を通じて、同月16日付で政党交付金の専用口座に交付金が振り込まれていることを確認したと述べた。萩生田は小池百合子都知事に衆院選での応援を要請したが、小池は萩生田の決起大会にビデオメッセージを送るにとどめた。一方、対立候補を擁立している日本維新の会の前代表である松井一郎前大阪市長は、「20年来の友人」であるとして、10月19日に萩生田の応援演説に入った。
裏金問題や統一教会問題、2000万円支給問題などで自民党に逆風が吹き荒れる中、10月27日に総選挙は実施され、萩生田が7期目の当選を果たした。立憲民主党は比例東京ブロックで5議席を獲得し、3番目の惜敗率（90.490％）だった有田は比例復活で当選した。裏金事件に関係した候補者は18勝28敗だった。
同年10月31日、衆議院の自民党会派に入会。一方、同日に自民党は党員資格があるものの非公認で当選した萩生田と平沢勝栄元復興相の2名について、「党所属国会議員」の扱いとしないよう党内に指示した。
12月23日、自民党は萩生田と平沢を次期衆院選の予定候補となる支部長に選任した。2025年1月、自民党は衆議院政治倫理審査会で弁明した点などを考慮し、萩生田と平沢を「党所属国会議員」として扱うことにした。

## 政策・主張

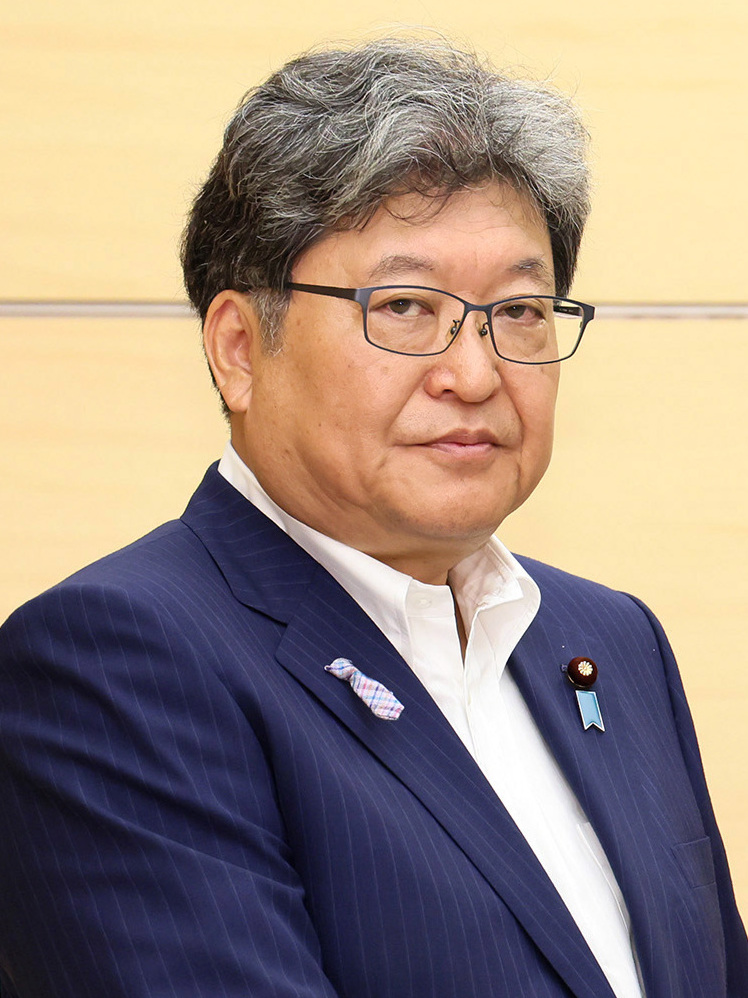
2023年8月、内閣総理大臣官邸にて

### 憲法
- 憲法改正について、2021年の朝日新聞社、2024年のNHKのアンケートで「賛成」と回答[96][97]。
- 9条改憲について、2014年の毎日新聞社のアンケートで「反対」と回答[98]。憲法9条への自衛隊の明記について、2021年、2024年のNHKのアンケートで「賛成」と回答[99][97]。
- 改正すべき項目として「自衛隊の保持を明記する」「教育の充実に向けた環境整備を行う旨を明記する」「緊急事態に関する条項を新設する」と主張[96][97]。
- 憲法を改正し緊急事態条項を設けることについて、2021年の毎日新聞社のアンケート、2024年のNHKのアンケートで「賛成」と回答[100][97]。

### 外交・安全保障
- 「他国からの攻撃が予想される場合には敵基地攻撃もためらうべきではない」との問題提起に対し、2021年のアンケートで「どちらとも言えない」と回答[96]。
- 「北朝鮮に対しては対話よりも圧力を優先すべきだ」との問題提起に対し、2021年のアンケートで「賛成」と回答[96]。
- 普天間基地の辺野古移設について、2021年のアンケートで「賛成」と回答[96]。
- 徴用工訴訟などの歴史問題をめぐる日韓の関係悪化についてどう考えるかとの問いに対し、2021年の毎日新聞社のアンケートで「政府の今の外交方針でよい」と回答[100]。
- 日本の核武装について、2021年の毎日新聞社のアンケートで「将来にわたって検討すべきでない」と回答[100]。
- 日本による過去の植民地支配と侵略を認めて謝罪した「村山談話」の見直し論議について、2014年の毎日新聞社のアンケートで「見直すべきでない」と回答[98]。
- 従軍慰安婦に対する旧日本軍の関与を認めた「河野談話」の見直し論議について、2014年の毎日新聞社のアンケートで「見直すべき」と回答[98]。
- 2014年3月23日、フジテレビ『新報道2001』に出演した際、「河野談話」について、「新しい事実が出てくれば新しい談話を発表すればいい。（安倍晋三首相も新談話を）どこでも否定していない」と述べ、河野談話の検証により新たな事実が判明した場合、安倍晋三首相が新たな談話を発表する可能性に言及した[101]。内閣官房長官の菅義偉は翌24日、発言は萩生田の個人的見解であるとし、河野談話を「検証はするが、見直すことはあり得ない」と述べた[102]。

### ジェンダー
- 選択的夫婦別姓制度の導入についての各メディアのアンケートの結果は以下のとおり。
  - 2017年 - 朝日新聞社には「どちらかと言えば賛成」と回答[103]。
  - 2021年 - NHKには「どちらかといえば反対」と回答[99]。朝日新聞社には「どちらかと言えば賛成」と回答[96]。
  - 2024年 - NHKには「反対」と回答[97]。

- 同性婚を可能とする法改正についての各メディアのアンケートの結果は以下のとおり。
  - 2017年 - 朝日新聞社には「どちらとも言えない」と回答[103]。
  - 2021年 - NHKには「どちらかといえば反対」と回答[99]。朝日新聞社には「どちらともいえない」と回答[96]。「同性婚を制度として認めるべきだと考えるか」との毎日新聞社のアンケートに対し、選択肢以外の回答をした[100]。
  - 2024年 - NHKには「反対」と回答[97]。

- 「LGBTなど性的少数者をめぐる理解増進法案を早期に成立させるべきか」との問題提起に対し、2021年の朝日新聞社のアンケートで「どちらとも言えない」と回答[96]。
- クオータ制の導入について、2021年のNHKのアンケートで「どちらかと言えば賛成」と回答[99]。同年の毎日新聞社で選択肢以外の回答をした[100]。

### 消費税
- 2019年4月18日のインターネットのテレビ番組（DHCテレビ／真相深入り!虎ノ門ニュース）で、10月の消費税増税に関し、6月の日銀の企業短期経済観測調査（短観）が示す景況感次第で延期もあり得るとの考えを示し、「景気はちょっと落ちている。6月の日銀短観で、この先は危ないと見えてきたら、崖に向かってみんなを連れて行くわけにはいかない。違う展開はある」と述べ、消費税増税の先送りは「まだ間に合う」と指摘した上で「その場合は国民の信を問うことになる」と明言した[104]。菅官房長官は同日の記者会見で消費税増税に関し「リーマン・ショック級の出来事が起こらない限り、10月に10％へ引き上げる予定だ。国会答弁の通り全く変わらない。安倍晋三首相や私が責任を持って答えている」と述べ、萩生田が言及した日銀の企業短期経済観測調査（短観）次第で増税を延期する可能性を否定し、連立を組む公明党幹部も増税延期に否定的見解を示した[105]。財務大臣の麻生太郎もは4月19日の記者会見で「リーマン・ショックのようなことがない限り（引き上げる）というのはこれまで申し上げてきた通りだ」と述べ、麻生は「どういうつもりで言ったんだろうね」と述べ、「萩生田から初めて日銀短観という言葉を聞いた気がする」と不快感をあらわにした[106]。同日、萩生田は消費税率の引き上げを延期する可能性に言及したことについて、発言は個人的な見解としたうえで、「政府の方針に異議を唱えるつもりはない」と釈明し、「万万が一にも、景気の腰折れのないように、景気の失速のないように、国民の皆さんに負担をする以上は、きちんとした政策を総合的に対応していく。別に政府と話していませんし、政府の方針に異議を唱えたつもりもありません」と述べた[107]。
- 「新型コロナ対策として、消費税率の一時的な引き下げは必要だと思うか」との問いに対し、2021年のNHKのアンケートで「必要でない」と回答[99]。

### 皇室
- 小泉内閣の下で進められていた、伝統的に前例の全くない女系天皇を容認する皇室典範の改正に反対し、2006年2月1日に憲政記念館で行われた反対集会では司会を務めた[108]。
- 女性宮家の創設について、2012年のアンケートで「反対」と回答[109]。

### 少子化対策
- 2013年3月22日、自民党の人口減少社会対策特別委員会の会合にて、待機児童解消に向けた保育所整備を掲げる安倍政権の方針に対して育児休業制度の活用を主張し、休日・夜間保育の拡充に反対した[110][111]。
- 2023年2月2日、政府は、児童手当の所得制限を撤廃する方向で調整に入った。岸田政権は児童手当拡充を「異次元の少子化対策」の柱に位置付けるが[112]、同年2月23日、萩生田はさいたま市で開かれた自民党の会合で「児童手当の所得制限の撤廃」よりも「新婚世帯への住居支援が優先」との考えを示した。「新婚で最初に困るのは新居だ。全国の公営住宅に20万戸の空きがある。若い人たちに貸してあげたらいい」と発言した[113]。

### その他
- 「原子力発電所は日本に必要だと思うか」との2021年の毎日新聞社のアンケートに対し「必要だ」と回答[100]。
- 「原子力発電への依存度について今後どうするべきか」との2021年のNHKのアンケートに対し「現状を維持すべき」と回答[99]。
- 森友学園への国有地売却をめぐる公文書改竄問題で、2021年5月6日、国は「赤木ファイル」の存在を初めて認めた[114]。しかし5月13日、菅義偉首相はファイルの存在を踏まえた再調査を行わない考えを報道各社に書面で示した[115]。9月の自民党総裁選挙で総裁に選出された岸田文雄も10月11日、衆議院本会議の代表質問で再調査の実施を否定した[116]。国の対応をどう考えるかとの同年の毎日新聞社のアンケートに対し「これ以上、調査や説明は必要ない」と回答[100]。
- 「『道徳』を小中学校の授業で教え、子供を評価することに賛成か、反対か」との問いに対し、2014年の毎日新聞社のアンケートで「賛成」と回答[98]。
- 2013年、「教育基本法や学習指導要領が変わり、教科書の記述が変わると期待したが、そうなっていない。より良い教科書を作るために考えを聞かせていただきたい」として、東京書籍、実教出版、教育出版の社長や編集責任者らに聴取した。
- 2008年、内閣府所管の「青少年健全育成推進委員会」から有害指定を受けたイラストやテキスト等を削除しなければ1年以下の懲役刑を科す「青少年有害情報規制法案」の取りまとめを、自民党内閣部会長代理として主導した[117]。
- 自民党の「カジノ・エンターテイメント検討小委員会」の事務総長を務めており、カジノの合法化を推進している[118]。カジノが合法化された場合、カジノ店のスロットは直接換金できるがパチンコ店のスロットは直接換金できない状態を並立させないため、パチンコホール直接換金のルールの制定もあわせて主張している[119]。
- 参議院議員森裕子が被災者生活再建支援法の一部を改正する法律案を発議した翌日の2007年11月1日、衆議院において他自公議員4名とともに被災者生活再建支援法の改正法案を提出した。被災して全壊した世帯に100万円、大規模半壊の世帯には50万円を罹災証明書に基づいて一括支給する制度を制定した[120]。
- 受動喫煙防止を目的に飲食店などの建物内を原則禁煙とする健康増進法改正に反対。2017年に厚生労働省が法案を提出した際には強く抵抗した[121]。

## 人物・不祥事

### 統一教会との関係
- 2009年の衆院選で落選後、2012年に返り咲くまでの3年間、月に1～2回のペースで世界平和統一家庭連合（旧統一教会）の八王子市内の施設を訪ね、3階の講堂で数十人の信者を集めて演説をした[26]。なかでも水曜の夜に開かれる集会には頻繁に出席した。「神の国の実現を果たしたい」と力強く語り、文鮮明・韓鶴子夫妻を「真の御父母（ごふぼ）様」と呼んだ。「みんなが萩生田さんを私たちの家族なんだなって思っていたんです」と教団関係者は証言している[21]。その当時、萩生田が演説する際は、教団幹部から「ビデオは回さないように」と信者たちに指示が出されていた[26]。
- 落選期間中、旧統一教会の施設を訪れる荻生田を、教団側は信者に対し「安倍さんの側近というか、一番お近づきになっている方が萩生田さんなので、八王子教会としては、萩生田さんを政界に戻すことが神様の計画である」と説明した。また、「安倍さんを日本の代表にする必要がある。安倍さんに一番近い萩生田さんと安倍さんがセットで活躍すれば、教会は大いに発展ができる」と述べた。信者らはビラ配りやポスター張り、電話かけなど選挙の支援を積極的に行った[122][123]。萩生田は礼拝を兼ねた日曜日のバーベキュー大会にジャージ姿で駆け付けていたこともあった。教団関係者は「教会の若い人たちは、家族として萩生田さんのことを思うくらい、自分の時間を全部（萩生田のために）使っていた」と証言している[26][122]。
- 萩生田は世界平和統一家庭連合の関連団体「世界平和女性連合」が主催するクリスマス会に秘書を必ず出席させ、妻とともに数回出席したと八王子市の政界関係者は証言している[26]。
- 2011年5月21日、旧統一教会の関連団体「平和大使協議会」の平和大使として、青年指導者フォーラムで講演をした[22]。
- 2012年3月5日、萩生田が代表を務める資金管理団体「はぎうだ光一後援会」は世界平和女性連合に会費1万5000円を支払った[124][125][126]。
- 2012年4月30日、教団最古参の幹部の一人である阿部正寿[127]が所長を務める世界戦略総合研究所は、同年9月の自民党総裁選を見据えイベントを企画。阿部、同事務局次長の小林幸司、同筆頭理事の加藤幸彦らは、安倍晋三、妻の安倍昭恵、側近の今井尚哉とともに高尾山に登り、安倍の捲土重来を祈願した[128][127][注 5]。阿部ら教団幹部によって集められた300人の若者もともに登った。萩生田は下山時にスーツ姿でかけつけ、安倍夫妻と合流。自身のブログに写真付きで報告した[132][133]。
- 2012年7月3日、「はぎうだ光一後援会」は世界平和女性連合の下部組織「東京第24連合会」に会費1万5000円を支払った[124][134]。
- 2013年6月30日、安倍首相は自民党本部の総裁応接室で、日本統一教会会長の徳野英治、全国祝福家庭総連合会総会長の宋龍天、国際勝共連合会長の太田洪量と面談した[注 6]。面談には、萩生田、安倍の実弟の岸信夫、国際勝共連合副会長の渡邊芳雄、同団体幹部が同席した[140][141][142][注 7]。安倍は、4日後に公示を控えた参院選に比例区から立候補する北村経夫の当落予想について徳野、太田らと協議し、徳野に北村の支援を直接依頼した[149]。出席者のあいだで、教団側が全国組織を生かして北村の票の積み上げをすることが確認された[140][149][150]。7月1日に日本経済新聞が配信した「30日の首相動静」には「13時9分 萩生田副幹事長、岸信夫衆院議員」とあるのみだった[141]。2024年9月17日付の朝日新聞が安倍ら8人が並んだ記念写真を公表するまで、教団トップの徳野、宋、太田がその場にいたことは伏せられていた[151]。7月21日投開票。北村は知名度も低く「当選には程遠い」と言われていたが[135]、自民党が比例代表で獲得した18議席中、15位で初当選した[152]。
- 2014年3月13日、「はぎうだ光一後援会」は世界平和女性連合に会費1万5000円を支払った[153][154]。
- 2014年10月11日、世界平和統一家庭連合多摩東京教区は「祝福原理大復興会」を八王子市芸術文化会館で開催。会長の徳野英治が「世界平和は祝福結婚から」と題する講演を行った同イベントに[155]、萩生田は参議院議員の中川雅治とともに来賓として出席し、挨拶した[156]。元信者は萩生田の参加について「家族が来てくれたくらいの親近感があった」と証言している[157]。萩生田は2022年8月2日、「特別、承知の上でお付き合いをしているというのではなく、地元の皆さんで、その中にそういう関係者がいたのかもしれないという認識」と釈明した[157]。
- 2015年3月23日、萩生田が代表を務める「自由民主党東京都第二十四選挙支部」は世界平和女性連合に会費1万5000円を支払った[158]。
- 2017年3月22日、「自由民主党東京都第二十四選挙支部」は世界平和女性連合に会費1万5000円を支払った[159]。
- 2019年、萩生田の政治団体は世界平和女性連合の下部組織「東京第24連合会」に会費1万5000円を支払った[134]。
- 2019年、ジャーナリストの鈴木エイトが萩生田に取材を申し込み、国際勝共連合に関して質問。萩生田は「最近（国際勝共連合は）地元ではあんまり動いてないしね」と答えた後、「地元では世界平和女性連合とかの会合なんかで留学生のスピーチコンテストそういうのには出ています」「最近はもう壺も売ってないしね」と回答した。萩生田が、世界平和連合と国際勝共連合と旧統一教会が同一の一つの組織体であると認識していることが明示された[160]。
- 2022年6月16日、世界平和連合の多摩東京事務局長は、教団信者ら数百人が登録されているLINEグループに以下のメッセージを投稿した。メッセージにある『S』は「選挙を意味する」と信者はのちに説明している[43][44][27]。

同年6月18日、参院選・東京都選挙区の生稲晃子の擁立を主導した萩生田は、八王子駅前での街頭演説のあと、生稲を連れて八王子市子安町の旧統一教会の施設「八王子家庭教会」に向かった。八王子家庭教会には150人ほどの信者らが集まっていた。二人は拍手で迎えられた。萩生田は、文鮮明と韓鶴子総裁の夫婦の肖像がかけられていた舞台に向かって一礼して登壇し、選挙の説明をした。信者が『巨人の星』の替え歌で生稲を激励すると、生稲は目頭を押さえた。萩生田は生稲の支援を要請した。
- 2022年7月10日、参院選の投開票が実施。生稲は初当選した。翌11日午後から、日本でも、世界平和統一家庭連合と政治家との繋がりが大手メディアで取り沙汰されるようになった[161][162]。8月2日、萩生田は、教団の関連イベントに出席したことを記者から問われると「地元の皆さんの中にそういう関係者がいたのかもしれないという認識だ」と説明した[163]。
- 2022年8月16日、新潮社の情報サイト「デイリー新潮」が、萩生田が生稲を連れて世界平和統一家庭連合の施設を訪れたことをスクープ[26]。17日、生稲は事務所を通して、訪問したことを事実と認めた[164][165]。18日、萩生田は記者団の取材に応じ、「関係者のご縁で、ご指摘の施設を訪問することになりました。お名前はちょっとわからないんですけど、八王子の子安町にある施設でありまして、そこを生稲さんと訪問しました」と答えた[166]。元信者はTBS「報道特集」取材班に、萩生田が落選期間中に八王子の教会を頻繁に訪れていたと証言。番組側はこの証言をもとに問いただすが、萩生田は「2009年から12年の間に、毎月2回教会を訪れて私が講演をしたり、青年部の皆さんに説教していたと書いてあるんですけど、こういう事実は全くありません」と答えた[22]。NHK『クローズアップ現代』の取材に対しても「訪問先の会場はホテルや雑居ビル、イベントスペース等であったが、教会施設であるとの印象を受けたことはない」と答えた[123]。

- 落選中だった2009~2012年に旧統一教会と深く関わっていたことを元信者の証言に基づいて指摘する報道が、2022年8月になって相次いだ[167][168][169]が、萩生田はこうした報道を一貫して否定している[170][171]。

### 安倍晋三関連

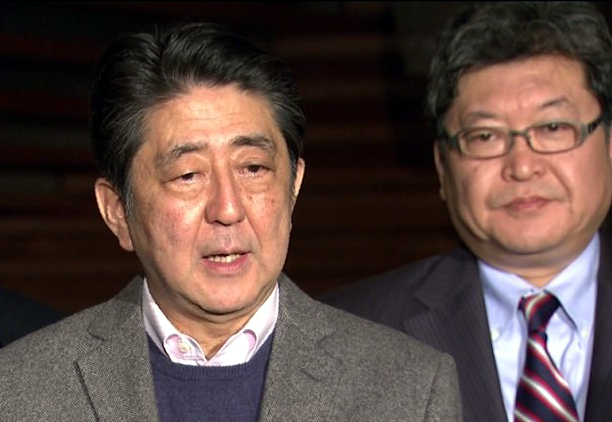
2017年1月28日、内閣総理大臣官邸にて内閣総理大臣安倍晋三（左）と

- 共同通信など複数のマスメディアから「安倍晋三元首相の最側近として知られる」と評される[172][173]。
- 2021年6月25日発売の月刊誌『Hanada』8月号に掲載された櫻井よしことの対談の中で、自派閥における「ポスト菅」の有力候補として、萩生田、下村博文、西村康稔、松野博一の名を挙げた。父親の安倍晋太郎が派閥の会長だった時、塩川正十郎、加藤六月、森喜朗、三塚博の4人が「安倍派四天王」と呼ばれたことになぞらえて、4人は一部から新たな「四天王」と目された[174][175][176]。
- 安倍の死後、森喜朗は2023年2月20日配信の北國新聞の記事の中で、後継候補として萩生田、世耕、松野、西村、高木の5人の名を挙げそれぞれ論評。萩生田を「総合力は最も高い」と褒めた[177][178]。5人はやがて「安倍派5人衆」と称されるようになった[179]。
- 安倍が関与したとされる加計学園問題について、文書の内容を否定している[180]。
- 2019年に表面化した桜を見る会問題を巡り、当初は「推薦枠はない」と発言していた。しかし中止が決まると2日後には認めた[181]。
- 2014年1月、アメリカのバラク・オバマ政権が安倍晋三首相の靖国神社参拝に「失望」を示したことについて「共和党政権のときはこんな揚げ足をとったことはなかった。民主党のオバマ政権だから言っている」と自由民主党青年局の会議の席上で安倍を擁護した[182]。

### 政治資金パーティー収入の裏金問題
2023年12月1日、朝日新聞が、自民党5派閥が開いた政治資金パーティーをめぐる問題で、清和政策研究会（安倍派）が、所属議員が販売ノルマを超えて集めた分の収入を裏金として議員側にキックバックする運用を組織的に続けてきた疑いがあるとスクープした。安倍派は2018～2022年に毎年1回パーティーを開き、計6億5884万円の収入を政治資金収支報告書に記載している。一方、収入・支出のいずれにも記載していない裏金の総額は直近5年間で1億円を超えるとされ（のちに5億円に修正）、共同通信は「実際のパーティー収入は少なくとも8億円前後に膨らむ可能性がある」と報じた。清和政策研究会の政治資金収支報告書の記載内容は下記のとおり。
| 年月日        | パーティー名                 | 会場               | 収入        | 購入者数 | 出典  |
| ------------- | ---------------------------- | ------------------ | ----------- | -------- | ----- |
| 2018年5月22日 | 清和政策研究会との懇親の集い | 東京プリンスホテル | 2億802万円  | 7,021人  | [192] |
| 2019年5月21日 | 清和政策研究会との懇親の集い | 東京プリンスホテル | 1億5338万円 | 5,177人  | [193] |
| 2020年9月28日 | 清和政策研究会との懇親の集い | 東京プリンスホテル | 1億262万円  | 3,464人  | [194] |
| 2021年12月6日 | 清和政策研究会との懇親の集い | 東京プリンスホテル | 1億2万円    | 3,376人  | [195] |
| 2022年5月17日 | 清和政策研究会との懇親の集い | 東京プリンスホテル | 9480万円    | 3,200人  | [187] |
| （合計）      |                              |                    | 6億5884万円 |          |       |
パーティー券は通常1枚2万円であるため、販売枚数が推計できるが、枚数に対する購入者の比率は2018年から2022年にかけてすべて「0.675」で統一されている。日本大学名誉教授の岩井奉信は「絶対にあり得ない」とし、安倍派は政治資金収支報告書に架空の購入者数を記入したとみられる。
同年12月8日夜までに、官房長官の松野博一、高木毅、世耕弘成が直近5年間で1000万円を超える裏金のキックバックを受けた疑いがあることが報道により明らかとなった。12月9日朝、朝日新聞は、松野、高木、世耕のほか、安倍派座長の塩谷立、萩生田、西村康稔についても裏金のキックバックを受けた疑いがあると報じた。12月14日、萩生田は自民党政調会長の辞表を岸田に提出したが、岸田は12月下旬に見込まれる2024年度当初予算案の閣議決定の時期までの続投を指示した。
同年12月20日、『月刊Hanada』2024年2月号が発売。同号が組んだ特集「日本の危機2024」で萩生田、西村、世耕はインタビューに応じ、萩生田は裏金疑惑については、安倍派幹部に就いたのが安倍元首相が亡くなった後だとして「正直、会計のことはよく分かっていない」と語り、西村は「確認作業中」と述べた。また、世耕と西村はそれぞれ将来の首相就任に意欲を示した。12月22日付で政調会長を辞任。同日、安倍派においては、議員側の「中抜き」を含む3つのパターンで裏金づくりを行っていたことが関係者の証言により明らかとなった。12月26日までに東京地検特捜部は塩谷、松野、高木、世耕、萩生田を任意で事情聴取した。以上の5人は特捜部に対し口をそろえて、「ノルマを超えた金額が還付されていることは知っていたが、パーティー収入の一部が派閥側の収支報告書に記載されていないことは知らなかった」と話した。次いで12月29日、西村も任意聴取を受けていたことが明らかとされた。12月31日、議員側がノルマを超えて集めた分を派閥側に納入せずに懐に収めた「中抜き」の総額は、2018年 - 2022年の5年間で約1億円に上ることが判明。安倍派の直近5年間の裏金はキックバック分とあわせ約6億円に上るとされる。
2024年1月19日、東京地検特捜部は安倍派の会計責任者を政治資金規正法違反（虚偽記入）の罪で在宅起訴した。1月26日、特捜部は萩生田ら安倍派幹部7人について、会計責任者との共謀は認められないとして不起訴（嫌疑なし）とした。
同年1月22日、萩生田は記者会見し、5年間の不記載の裏金額は計2728万円にのぼることを明らかにした。萩生田の不記載額は党内3位だった。
同年4月4日、自民党は党紀委員会を開き、萩生田を党の役職停止1年とするなど、安倍、二階両派の議員ら39人への処分を決定した。
同月5日、岸田は衆議院内閣委員会で、立憲民主党の山岸一生の質問に対し、役職停止の処分は党本部の役職のみが対象で、萩生田が務める党東京都連会長職には適用しないとの認識を示した。山岸は、既に萩生田が政務調査会長を辞し、現在は党の役職に就いていないとして、「実質おとがめなしだ」と批判。また、萩生田の不記載額が2728万円と党の調査で3位だったことに触れ、「下から3番目の処分にとどまったことは最大のミステリーだ」と述べた。
同年5月2日、東京地検特捜部は萩生田を嫌疑不十分で不起訴処分とし、萩生田の当時の政策担当秘書は虚偽記入罪の成立を認めた上で不記載額などを考慮して起訴猶予処分とした。
清和政策研究会（安倍派）の有力議員の一人であった萩生田の処分が「党の役職停止」とされたことについては、「軽いのではないか」という批判もある。ただ、安倍派の事務総長を経験していない点、安倍派幹部らが還付金の取り扱いについて話し合った2022年8月の会合に参加をしていない点などから、塩谷立、世耕弘成、下村博文、西村康稔、高木毅らは萩生田よりも重い処分を受けた。萩生田本人は2024年1月22日に国会内で開いた記者会見の場で、「政治資金パーティーの開催概要や派閥運営に関し、どのようなやり取りがあったのかについては存じ上げません」と説明した。また、処分の量定においては、還付された政治資金の使途の大半を追跡調査し、領収書を添付する形で政治資金収支報告書を修正した点も考慮されたとみられる。
同年5月14日、衆議院政治倫理審査会は、裏金事件に関与しながら同審査会で弁明していない自民党議員44人に出席と説明を求める野党の申立てを全会一致で可決した。同月17日、参議院政治倫理審査会も同様に、弁明していない議員29人に出席と説明を求める申立てを全会一致で可決した。萩生田を含む関係議員73人は全員出席を拒否し、6月23日に通常国会は閉会した。
同年10月6日、自民党総裁石破茂は、本問題に関連して、次期衆院選において萩生田を公認しないこととした。萩生田は10月27日投開票の衆院選に無所属で立候補し当選した。
東京第5検察審査会は10月9日付で萩生田について「不起訴相当」と議決した。一方で、萩生田の政策担当秘書については同月23日付で「不起訴不当」と議決した。12月26日、議決を受けて再捜査していた東京地検特捜部は萩生田の秘書を再び起訴猶予処分とした。
2025年1月、上脇博之教授は起訴猶予処分を不服として審査を申し立てた。同年6月10日、東京第5検察審査会は政策担当秘書について「国民の目を欺こうとした」として、「起訴相当」と議決した。議決を受け特捜部は時効が成立していない2020年から2022年分について再捜査し、一転、8月15日に政策担当秘書を略式起訴。東京簡裁は即日で罰金30万円、公民権停止3年の略式命令を出した。

### その他の政治資金問題
- 2014年12月5日、萩生田が代表を務める自由民主党東京都第二十四選挙区支部は、株式会社エイト[注 10]（代表者・白柳雅文）から100万円の献金を受け取った[231]。同社からの献金を引き続き受け取る一方で、同社に対して同支部の家賃として月額18万円、同一住所の はぎうだ光一後援会（事務局長・白柳雅文[232]）の家賃として月額13万円を支払っている[233][234]。
- 2016年に公開された2015年分の資産等補充報告書に借入金2千万円を記載しておらず、2017年に訂正した[235][236]。
- 萩生田の資金管理団体が、団体の有志が主催するバス旅行の事業収支を政治資金収支報告書に記載していなかったことが明らかになり、政治資金規正法は全ての政治団体に収入の記載を義務づけており、毎日新聞の指摘に対し、萩生田の事務所は不記載を認め、次年度から事業収入に記載する意向を示した[237]。
- 2020年1月31日の予算委員会で米カジノ大手のアドバイザーを務める日本企業が自身の政治資金パーティー券を過去に買っていたと明らかにした[238]。
- 2020年7月9日、八王子のある料亭で一晩で130万円以上の支出を出し会議費ということで政治活動をした。

- 「はぎうだ光一後援会」は例年、J：COMホール八王子を借りて映画観賞会を開催し、その映画観賞券を1枚千円で支援者に販売しており、萩生田の資金管理団体『はぎうだ光一後援会』の収支報告書に記載されている[239]。2024年1月11日にデイリー新潮は、毎年200万円を超える観賞会の収入と実際の参加人数のあいだに相当の開きがあると報じた[240]。2022年分の同会の収支報告書には201万4千円の収入が記載されていて[239]、それを観賞券代の千円で割れば、本来、映画観賞会には2014名が参加しているはずだが、萩生田のブログに掲載されている写真ではホールの客席はガラガラだった[240][241]。ホールの最大収容人数は2021名なので、参加者の人数が2千名に達していないのは明らかだった[240][241]。自民党派閥の裏金問題を告発した神戸学院大学の上脇博之教授は、「もしも、映画観賞券を企業が何枚もまとめて購入し、かつその映画観賞券を実際には使用する目的がなかったならば、実質的に政治資金規正法が禁じる政治家個人への企業献金に当たる恐れがあります」と指摘した[240]。

### 国会中に居眠り
2023年12月12日、国会中に居眠りをした。

### 発言など
- 2018年5月27日、「（子育ての話のなかで）『お母さん』『お母さん』というと、『萩生田さん、子育てを女性に押しつけていませんか。男の人だって育児をやらなきゃだめですよ』とよく言われるんです。その通りだと思います。だけど、冷静にみなさん考えてみてください。０～３歳の赤ちゃんに、パパとママどっちが好きかと聞けば、はっきりとした統計はありませんけど、どう考えたってママがいいに決まっているんですよ。０歳から『パパ』っていうのはちょっと変わっていると思います。ですから逆に言えば、お母さんたちに負担がいくことを前提とした社会制度で底上げをしていかないと、言葉の上で『男女平等参画社会だ』『男も育児だ』とか言っても、子どもにとっては迷惑な話かもしれない。子どもがお母さんと一緒にいれるような環境が、これからはやっぱり必要なんじゃないかと私は思います。」と発言した[244]。
- 大学入学共通テストで活用する英語民間試験をめぐり、自身の「身の丈に合わせてがんばって」と発言した。発言後、「国民のみなさま、特に受験生のみなさまにおわびを申し上げる」と謝罪。「どのような環境下の受験生も自分の力を最大限発揮できるよう、自分の都合に合わせて適切な機会をとらえて、2回の試験をがんばってもらいたい思いで発言した」と釈明した。これにより、（民間試験にこだわらずに）「抜本的な見直しを図っていきたい」と述べ、2020年度からの英語の民間試験導入を見送ると発表した。「2020年度に始まる大学入学共通テストで、「読む・聞く・話す・書く」の4技能を評価するために活用される予定だった。一度に数十万人が受験するため、特に「話す」試験は設備の整備や採点が難しく、20年度は大学入試センターが認定した7種類の試験を活用する」ことで対処しようとするものであった[要出典]。
- 2019年10月13日、「学校のICT（情報通信技術）環境が遅れており、思い切って整備したい。大学の社会評価や教育研究の強化、家庭の経済事情にかかわらず質の高い教育を受けられる教育費の負担軽減など、様々な課題がある。不登校の児童生徒に向けたフリースクールなども支援したい。中学卒業後に5年間の実践的技術者教育を行う高等専門学校の仕組みは、ものづくり産業を支えてきた最高のシステム。地元の短大などをうまくくっつけて、県立の高専をスタートできないか。社会に出て1年目から教壇に立つことは子どもたちだけでなく、教員にとってもいいことなのか。壁にぶち当たった教員が、力をつけ直して現場に戻れるような制度も作りたい」と述べた[要出典]。
- 2019年10月29日、大学入学共通テストで活用される英語の民間試験について萩生田は記者会見で、「身の丈に合わせてがんばって」と述べたが、後に撤回[245]。教育格差を容認するかのような表現に批判が集まっていた。
- 2019年12月17日、記述式試験撤回についての記者会見の際、「自分たちの大学では問題は作らない、採点はしないというのは、ちょっと私個人は腑に落ちない」と述べ、実際には各大学の二次試験で記述問題が作成・出題されているにもかかわらず、作成されていないかのような誤った印象を有権者に与える発言を行った[246]。
- 2020年1月、文部科学省の年頭あいさつで大学入学共通テストの英語民間試験・記述式試験が撤回されたことに対して、職員らに「これは無理だということがあれば、勇気を出して声を出していただければ、違う展開もあった」「我々より現場を知っているのがみなさん。プロとしての意識を持って、我々に反論する、そういう勇気もしっかりもって頂きたい」と述べた[247]。
- 2022年12月15日、フジテレビの報道番組「日曜報道 THE PRIME」にて、防衛費増額の財源の不足分を増税で賄う方針をめぐり、「ことし7月の参議院選挙で防衛費を積み増すことは約束したが、その財源を増税によって賄うことは約束していないので、これまでの議論には少し違和感を感じている」とした上で、「いきなりの増税には反対で、もし増税を決めるのであれば、過去の政権がいずれもそうだったように、国民の信を問わなければならない。増税の明確な方向性が出た時には、いずれ国民に判断いただく必要が当然ある」と述べた[248]。
- 「荻生田」と誤植されることが非常に多い[249]。
- 喫煙者である[121]。清和会の会議で大西英男と2人で喫煙をしていたところ、先輩議員から「周囲に人のいないところで吸うべきだ」と注意を受けたが、「どこで吸ってもいいでしょうが」と先輩議員を一喝したというエピソードを持つ[250]。
- 第45回総選挙落選後の2010年4月に千葉科学大学の客員教授に就任し、2012年の第46回総選挙で当選後に同名誉客員教授となり、公式サイトでは公表していた。2017年6月に名誉客員教授の兼職届を提出し、官房副長官就任時に届け出をしなかったことについては、内閣総務官室へ照会した結果、届け出不要と判断したと説明した[251][252]。
- 同じく八王子出身のヒロミとは懇意にしている。2020年、ヒロミはテレビ番組にて萩生田の内閣入りを熱望する発言をした[253][254]。
- 2024年7月、大相撲令和6年7月場所で優勝した横綱照ノ富士のパレードで同氏の後援会の会長である萩生田はオープンカーの中央に座り、日本相撲協会のXにこれが投稿されると、「裏金議員が乗ってるぞ」などと批判が殺到した[255]。

## 文部科学大臣として

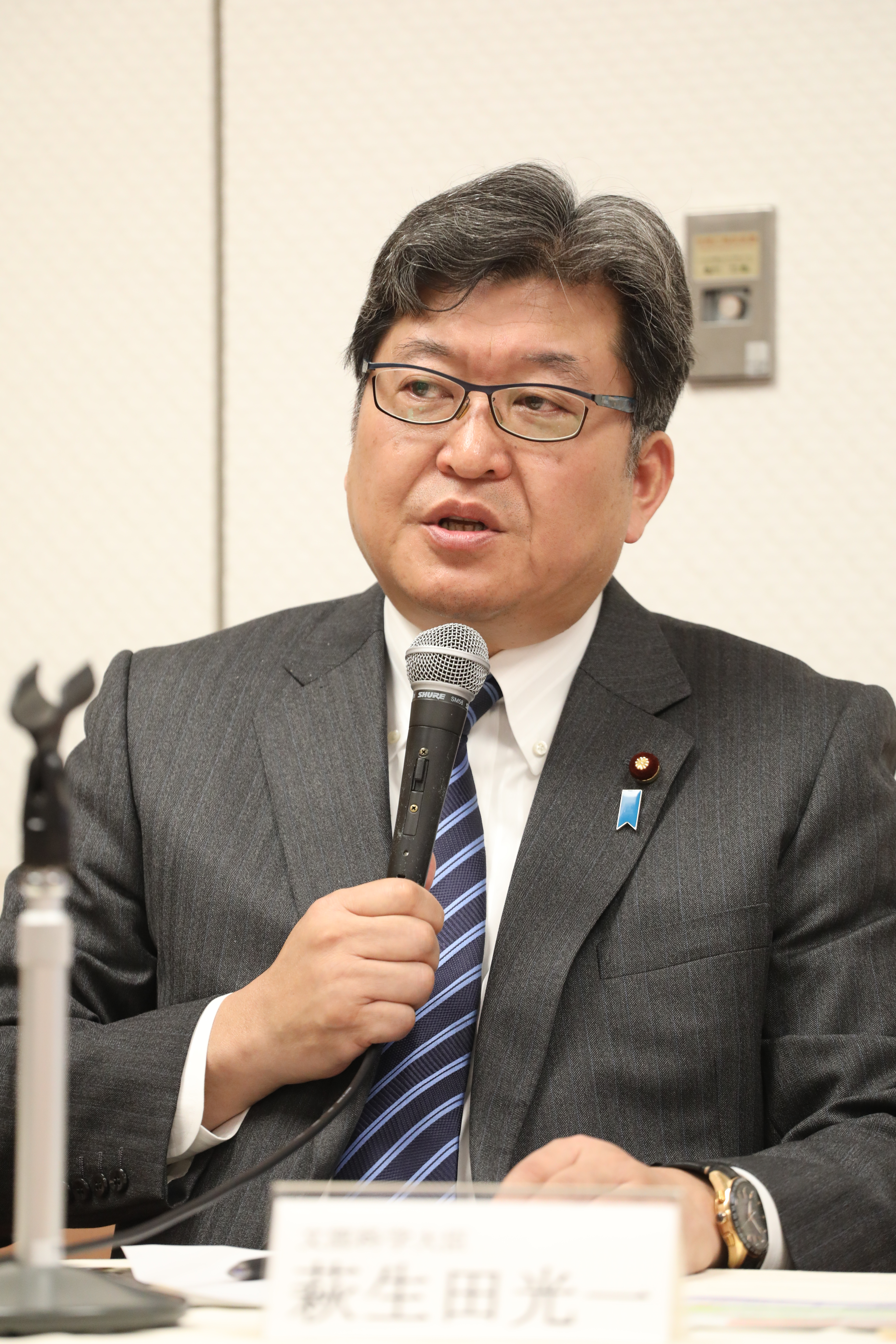
2020年1月、文部科学大臣時

### 大学入学共通テストの英語民間試験と記述式問題の導入見送り
地方での試験会場不足が予想されるなど経済・地域格差の問題が指摘されていた大学入学共通テストへの英語民間試験の導入を巡り、2019年10月24日のテレビ番組で「身の丈に合わせて勝負してもらえれば」と発言したことが批判を浴び、11月1日に導入を延期する方針を明らかにした。同12月17日には同じく批判が高まっていた記述式問題の導入見送りも表明した。こうした入試改革の問題点が見過ごされてきた背景に文部科学省の風通しの悪さを指摘する声があることを踏まえ、2020年1月7日の職員向けの年頭あいさつでは、「我々より現場を知っているのがみなさん。プロとしての意識を持って、我々に反論する、そういう勇気もしっかりもって頂きたい」と政治家の方針に疑問を抱いた場合は直言するよう職員たちに促した。

### 「GIGAスクール構想」の推進
小中学校で1人1台のパソコン端末などを使って学ぶ環境を整える「GIGAスクール構想」を掲げ、学校現場のICT化を推進した。当初は2023年度までに段階的に配備を進める予定だったが、新型コロナウイルスの感染拡大を受けて急きょ、目標を「2020年度中」と大幅に前倒しさせ、2021年度のスタート時には全国のほぼ全ての市町村での端末配備を実現させた。

### 小学校全学年の35人学級化
小中学校の学級編成を定めた公立義務教育諸学校の学級編制及び教職員定数の標準に関する法律（義務教育標準法）を改正し、小学校のすべての学年の35人学級化に道筋をつけた。文科省の悲願である学級編成の一律引き下げは、約40年間にわたって実現しなかった政策であったが、記者会見で「財布を持っている方が強いっていうのは世の中的にはそうかもしれませんけど、それに負けないために文科大臣になったつもりでおりますんで、しっかり戦ってまいりたい」と述べるなど強気の姿勢で財務省と交渉。最終的に譲歩を引き出した。少人数学級の実現に消極的だった財務省関係者からは、「大敗だ。萩生田大臣を抑えられなかった」との声も出た。

### わいせつ教員対策の強化
児童生徒へのわいせつ行為で懲戒免職となった教員が過去の処分歴を隠し、教員免許を取り直して再び教壇に立つケースがあることについて、2020年7月22日の衆議院文部科学委員会で「厳しい仕組みに変えていく必要があると認識をしております」と述べ、抜本的解決を目指す考えを表明した。当初は教員免許法を改正し、免許を再取得できないようにする「永久追放」の仕組みを目指したが、刑法など既存の法体系と整合性を取るのが難しく、2021年の通常国会での法改正は見送った。見送りを表明した2020年12月25日の記者会見では、「じくじたる思いがある。わいせつ教員を二度と教壇に立たせないという思いは貫いていく」と悔しさをにじませた。一方、教員の懲戒処分の理由を官報に掲載させるとともに、教員を採用する教育委員会が過去40年分の処分歴をさかのぼって確認できるようにし、わいせつ教員の再登板を実質的に難しくする制度改正に踏み切った。その後、萩生田の問題意識を受け継ぐ形で、自民、公明両党のワーキングチームが、都道府県教育委員会がわいせつ教員に対する免許の再交付を拒否できるようにする新法の制定を検討。野党と調整の上で国会に提出し、2021年5月28日に成立した。萩生田は同年6月4日の記者会見において、この動きを歓迎するとともに、都道府県教委による再交付の適否の判断について、「同じ基準でスクリーニング（選別）ができる仕組みを作ることが混乱を防ぐことになる。制度設計は自治体と連携しながら作り上げたい」と統一的な基準作りに意欲を示した。

### 「教員免許更新制」の廃止
教員免許に10年の期限を設け、更新の際に大学などでの講習の受講を義務づける「教員免許更新制」の廃止を決断した。同制度は講習費用やその時間が現職教員の負担となっており、免許保有者が減ることで教員不足につながっているとの指摘もあった。萩生田はこうした声に対し、「仲間の教師からも『果たして本当に有意義なのか』という声を常々聞いてきた。しっかり検証を加えていきたい」と理解を示し、2021年3月、中央教育審議会に制度の抜本的な見直しを諮問。与党内に慎重論もある中、最終的には中教審に廃止案を提示することを決めた。

### 国立大学の研究力強化に向けた10兆円ファンドの創設
有力な国立大学が欧米のトップレベルの大学と渡り合える研究費を確保するため、官民で10兆円規模の基金を創設し、年間数千億円規模の運用益を国立大に分配するスキームを整えた。財務省は当初慎重姿勢を見せていたが、国会答弁などで「大学などの研究力強化を長期的な視野で安定的に支援していく」などと強調し、予算獲得にこぎ着けた。

### いじめ問題の迅速な対応に向けた指導
北海道旭川市で2021年3月、中学2年生の女子生徒が遺体で見つかり、市教育委員会の第三者委員会がいじめの有無などを調査している問題について、文部科学省の児童生徒課長を現地に派遣し、速やかに調査を進めるよう指導した。また、東京都町田市の小学6年生の女子児童が20年11月、同級生からいじめを受けたとする遺書を残して自殺した問題でも、市や都の教育委員会の担当者を呼んで、適切に対応するよう指導した。

### 明治期の鉄道遺産「高輪築堤」の保存を主導
JR高輪ゲートウェイ駅（東京都港区）の周辺の再開発用地で見つかった明治期の鉄道遺構「高輪築堤」について、開発事業者のJR東日本と港区に開発と保存を両立させるよう提案。当初は保存には慎重姿勢を見せていたJR東日本も、遺構の一部を現地保存する方向に転換した。これを受けて、港区が史跡指定を文化庁に求め、2021年8月に文化審議会が史跡に指定するよう答申した。保存に向けた一連の動きのスピード感は「異例」と評された。

### 新型コロナウイルス禍における部活動の成果発表の場の確保
2020年の夏の甲子園がコロナ禍によって中止されたことを受け、球児たちが成果を発揮できる場として、代替大会を開催するよう47都道府県の高校野球連盟に求めた。また、同じく中止となった全国高校総体（インターハイ）を巡っても、代わりとなる記録会などの開催を呼びかけた。無観客で2年ぶりに開催された2021年の夏の甲子園では、新型コロナの感染者が出たことで出場辞退を余儀なくされた宮崎商と東北学院の２校の球児たちに励ましのメッセージを送った。

### 教員や受験生への新型コロナウイルスのワクチン接種の促進
2021年に国内で始まった新型コロナウイルスのワクチン接種を加速させるため、大学を拠点として大学教員や学生、周辺の小中学校の教員などへの接種を進める体制を整えた。また、高校や大学の入試を控える受験生が、感染によって受験できない事態を避けるため、自治体などに対して受験生への優先接種を進めるよう促した。

## 経済産業大臣として

### サウジアラビアに返礼せず
2021年11月4日、サウジアラビアのエネルギー相・サルマーン・ビン・アブドゥルアズィーズ王子は、日本政府からの石油増産要請について「聞いていない」と記者会見し、また、萩生田氏が大臣就任したのに対し祝意を伝えたが、それについて返礼がないことを暴露。「日本には、新しい大臣は折り返しの電話ができないという法律があるのではないか」と皮肉った。この件について、萩生田大臣は急遽11月8日にアブドルアジーズ王子とTV会談を行った。

### 石油価格の激変緩和措置の実施
「コロナ禍」からの経済活動の再開に伴って起きた石油の高騰を前に、前例のない取り組みによって価格の押さえ込みを図った。まず2021年11月16日、ガソリン価格が一定水準を超えた場合、石油元売り会社に補助金を支給する方針を表明。その後、レギュラーガソリンの全国平均価格が1リットル当たり170円を超えたため、実行に移した。翌22年2月、ロシアによるウクライナへの軍事攻撃が始まったことを受け、補助金の引き上げを含めた追加対策を実施することを明らかにした。

### 国産半導体の復活に向けた取り組み
経済安全保障などの観点から、国際的に存在感が低下している日本の半導体産業の復活の必要性を訴え、製造拠点づくりや人材育成を国策として推し進めた。就任早々、先端半導体の工場建設を後押しするための「5G促進法」を国会に提出し、2021年12月21日に成立させた。また、文部科学相を務めた経験を生かし、台湾の半導体大手TSMCが熊本県に工場を建設するのに合わせ、九州の大学の高等専門学校などで半導体産業の人材育成に取り組む考えを示した。この構想は、人材育成に向けた九州の産学官共同の組織の設立へとつながった。

### 給湯器不足への対応を主導
新型コロナウイルスによる海外からの部品供給の停滞によって発生した家庭用給湯器の供給難について、自ら主導して解消に努めた。経済産業省は2021年12月10日、業界団体に安定供給に向けた取り組みを要請したが、業界だけでの対応には限界があると判断。事務方に指示を出し、東京・晴海の東京五輪・パラリンピック選手村に設置していた給湯器を、一時的な貸し出し用として活用することを決めた。

### 取引適正化などによる中小企業の支援
2021年11月、経団連の十倉雅和会長に対し、下請け企業に妥当な対価を支払う取引適正化の徹底を要請した。その後、中小企業の取引環境整備に向けた「パートナーシップによる価値創造のための転嫁円滑化施策パッケージ」を取りまとめるとともに、「取引適正化に向けた5つの取組」を実施することを発表した。

### 米国との鉄鋼・アルミの追加関税に関する協議
米国がトランプ政権時代に決定した、日本を含めた各国からの鉄鋼・アルミの輸入に対する追加関税について、大臣就任直後から撤廃に向けた交渉に乗り出した。鉄鋼については一部撤廃することで合意。アルミについては引き続き交渉する。

## 自民党政調会長として

### 防衛力強化と国民負担回避の両立を模索
岸田文雄首相の指示を受け、2023年度から５年間で43兆円の防衛予算を確保するスキームについて、自民党内での議論の取りまとめ役を担った。増税によって財源の一部を賄うべきとの意見が政府内に根強い中、萩生田は防衛力強化が喫緊の課題であることを認めつつも、「増税ありきではない」と主張。決算剰余金や外国為替資金特別会計の剰余金の活用などを含めた柔軟な対応を求める提言をまとめ、岸田首相に提出した。この結果、当初は念頭に置かれていた「防衛増税」は当面、見送られる見通しとなった。

### 教員の処遇改善と負担軽減の必要性を提起
全国的に教員志願者が減少し、教育の質の維持が不安視されている現状を踏まえ、教員の処遇改善と業務負担軽減を議論する特命委員会を自民党内に立ち上げた。特命委は2023年5月、公立校の教員に支給されている「教職調整額」の引き上げに加え、学校現場を支えるスタッフの大幅な増員なども提言。中央教育審議会も24年5月、特命委と近い内容の提言を盛山正仁文部科学相に提出しており、萩生田らが求めている処遇改善策、負担軽減策の多くが25年度から実現する公算が大きくなっている。

### インフレによる国民負担の緩和を提言
2022年秋の補正予算の編成に向け、エネルギー価格の値上がりによる国民負担の軽減を図る必要性を指摘。電気・ガス料金の高騰対策を講じるよう求める提言を党内で取りまとめ、岸田文雄首相に提出した。こうした自民党の動きなども踏まえ、岸田首相は23年1月から電気・ガス料金の補助に踏み切ることを表明した。

### 中国の海洋進出を議員外交でけん制
台湾海峡や南シナ海で軍事的圧力を強める中国を意識し、台湾や東南アジア諸国連合（ASEAN）との関係強化を積極的に進めた。2023年7月にはベトナム、ラオス、タイを歴訪し、ベトナムのファム・ミン・チン首相と会談。同10月には台湾を訪れ、祭英文総統との会談を通じて中国の動きをけん制するとともに、半導体の供給について協力していく方針も確認した。

## 選挙
| 当落 | 選挙                   | 執行日         | 選挙区   | 政党       | 得票数     | 得票率 | 定数 | 得票順位 /候補者数 | 政党内比例順位 /政党当選者数 |
| ---- | ---------------------- | -------------- | -------- | ---------- | ---------- | ------ | ---- | ------------------ | ---------------------------- |
| 当   | 八王子市議会議員選挙   | 1991年4月      | ――       | 自由民主党 |            |        |      | /                  | /                            |
| 当   | 八王子市議会議員選挙   | 1995年4月      | ――       | 自由民主党 |            |        |      | /                  | /                            |
| 当   | 八王子市議会議員選挙   | 1999年4月11日  | ――       | 自由民主党 | 6648票     |        | 40   | 2/53               | /                            |
| 当   | 東京都議会議員選挙     | 2001年6月24日  | 八王子市 | 自由民主党 | 5万3822票  | 24.7%  | 5    | 1/8                | /                            |
| 当   | 第43回衆議院議員総選挙 | 2003年11月09日 | 東京24区 | 自由民主党 | 10万8843票 | 44.3%  | 1    | 1/4                | /                            |
| 当   | 第44回衆議院議員総選挙 | 2005年09月11日 | 東京24区 | 自由民主党 | 15万552票  | 53.2%  | 1    | 1/3                | /                            |
| 落   | 第45回衆議院議員総選挙 | 2009年08月30日 | 東京24区 | 自由民主党 | 12万1867票 | 40.5%  | 1    | 2/4                | /                            |
| 当   | 第46回衆議院議員総選挙 | 2012年12月16日 | 東京24区 | 自由民主党 | 12万1433票 | 44.2%  | 1    | 1/5                | /                            |
| 当   | 第47回衆議院議員総選挙 | 2014年12月14日 | 東京24区 | 自由民主党 | 12万6024票 | 51.7%  | 1    | 1/4                | /                            |
| 当   | 第48回衆議院議員総選挙 | 2017年10月22日 | 東京24区 | 自由民主党 | 12万2331票 | 49.3%  | 1    | 1/4                | /                            |
| 当   | 第49回衆議院議員総選挙 | 2021年10月31日 | 東京24区 | 自由民主党 | 14万9152票 | 58.5%  | 1    | 1/4                | /                            |
| 当   | 第50回衆議院議員総選挙 | 2024年10月27日 | 東京24区 | 無所属     | 7万9216票  | 38.6%  | 1    | 1/6                | /                            |

## 栄典
- ベルギー:レオポルド勲章グランド・オフィサー - （2016年）

## 家族
萩生田家
- 父[9]
- 母 - 2006年7月11日死去、70歳[308]。
- 妻[9]
- 一男一女

## 所属団体・議員連盟
- 時代に適した風営法を求める議員連盟（パチンコ議連）
- 国際観光産業振興議員連盟（カジノ議連／事務局長）[309]
- 創生「日本」[310]
- 日本会議国会議員懇談会（事務局長）[311]
- 神道政治連盟国会議員懇談会[312]
- 日本の前途と歴史教育を考える議員の会
- 文化芸術懇話会[313]
- 一般社団法人教育問題国民会議（理事）[314]
- 格闘技振興議員連盟（会長）[315]
- 日華議員懇談会（幹事長）[316]
- アジア・ゼロエミッション共同体議員連盟[317]